# Bustuchin
Bustuchin is een Roemeense gemeente in het district Gorj.
Bustuchin telt 3647 inwoners.